# (38628) Huya
(38628) Huya (anteriorment conegut per la seva designació provisional 2000 EB173) és un objecte ressonant transneptunià (TNO), més concretament un plutí, i és un possible planeta nan.
Va ser descobert per Ignacio Ferrin el 10 de març de 2000 amb un telescopi d'un metre a l'Observatori Astronòmic Nacional de Llano del Hato de Veneçuela. L'agost del 2003, la Unió Astronòmica Internacional (UAI) li va posar el nom de Juyá, una deessa de la pluja de la mitologia wayúu, d'ètnia veneçolana. A partir del 2010, l'astrònom Gonzalo Tancredi va pensar que Huya era molt probablement un planeta nan.

## Satèl·lit
El 6 de maig de 2012, KS Noll, WM Grundy, H. Schlichting, R. Murray-Clay i SD Benecchi van descobrir un satèl·lit en les imatges obtingudes pel Telescopi espacial Hubble (HST). Es calcula que té un diàmetre de 210±30 km i que orbita a una distància de 1.800 km d'Huya.

## Característiques físiques
El Telescopi espacial Spitzer (SST) va estimar que Huya tenia un diàmetre de 530 km i una albedo al voltant de 0.05. Les últimes estimacions basades en la combinació de les mesures del telescopi Spitzer i del Telescopi William Herschel (WHT), donen una mida aproximada de 438.7±26 km de diàmetre.
Huya té un espectre de reflectància entre la llum visible i l'infraroig proper (NIR), que suggereix una superfície rica en material orgànic, com ara tolins. Hi ha una àmplia absorció característica a prop de 2 μm possiblement pertanyents a aigua congelada. Les absorcions addicionals característiques poden estar presents al voltant de 0,6-0,8 μm, que poden ser causats per silicats anhidres alterats per l'aigua.

## Òrbita i rotació
Huya es troba actualment a 28,5 ua del Sol, i arribarà al seu periheli el desembre de 2014. Això significa que en l'actualitat es troba a l'interior de l'òrbita del planeta Neptú. Igual que Plutó, aquest plutí passa part de la seva òrbita més a prop del Sol del que ho fa Neptú. Huya estarà més a prop del Sol que Neptú fins al voltant de juliol de 2029. Simulacions fetes pel Deep Ecliptic Survey (DES) mostren que en els pròxims 10 milions d'anys, Huya pot adquirir una distància de periheli (Qmín) tan petit com 27,28 AU. Els plutins (15875) 1996 TP66 i (120216) 2004 EW95 es posaran encara més a prop del Sol.

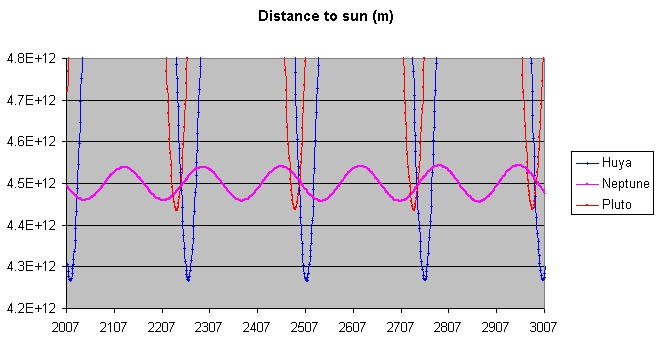
Gràfica de la distància del Sol de Neptú, Plutó i Huya en períodes de cent anys

Huya ha estat observat 149 vegades, amb imatges anteriors al descobriment que daten del 1996. El període de rotació d'Huya és desconegut: s'ha obtingut un valor de 13,50 hores a partir de dades de la corba de llum fragmentàries, però pot ser completament errònia.